# 田辺員人
田辺 員人（たなべ かずと、1927年 - ）は、日本の建築評論家。都市プランナー。観光コンサルタント。建築ジャーナリスト。大阪府生まれ。

## 経歴
旧制第三高校を経て、1945 年、東京帝国大学工学部航空学科機体専攻入学。1946年、東京帝国大学第一工学部建築学科に転科。帝国大学新聞編集員。1949年卒業。 1950年、小山正和主宰の《国際建築》編集員。1960年 世界デザイン会議事務局次長。 1962年 前野淳一郎とスペースコンサルタンツ設立。観光地コンサルティングを開始。1964年 日本造園設計事務所連合（現・ランドスケープコンサルタンツ協会）設立に参加。 1969 年 九州芸術工科大学教授。環境設計学科で都市計画論と地域計画論を担当。 1984 年 東京家政学院大学教授。2001年同大学学長就任。

## 参考
- 世界デザイン会議議事録　WORLD DESIGN CONFERENCE 1960 IN TOKYO　世界デザイン会議議事録編集委員会 編　粟津潔 / 原弘 レイアウト　美術出版社　1961年
- 建築ジャーナリズムの動きをたどる : 関係誌20年の歩み (創立70周年記植田実の編集現場―建築を伝えるということ (日本語) 単行本
- 花田佳明、2005、『植田実の編集現場』「日本の建築ジャーナリズムの編集者たち」
- 安部公房全集〈１５〉1961.1―1962.3（新潮社、1998年）